# Antonius Sanderus
Antoon Sanderus (ur. 15 września 1586 w Antwerpii, zm. 10 stycznia lub 16 stycznia 1664 w opactwie Affligem) – flamandzki historyk, filolog i teolog.

## Życiorys
Sanderus studiował teologię w Leuven i Douai. Po przyjęciu święceń kapłańskich podjął służbę duszpasterza w Oosteeklo. Był ideowym przeciwnikiem anabaptystów z Flandrii.
Jako pisarz używał zlatynizowanej formy nazwiska: Antonius Sanderus. Jego najwybitniejszym dziełem była bogato ilustrowana Flandria Illustrata (pierwsze wydanie w Kolonii, 1641-1644). Za życia autora opublikowano dwie jego książki, reszta pozostała nieukończona. Te wydane zawierały opis i historię wielu flamandzkich miejscowości.
Innym dziełem autorstwa Sanderusa były hagiografie: Hagiologium Flandriae sive de sanctis eius provinciae (pierwsze wydanie: Antwerpia, 1625); poemat Peter Paul Rubens (wrzesień 1621); oraz spis manuskryptów z różnych bibliotek Bibliotheca belgica manuscripta (wydane w Lille, 1641-1643), a także historia brabanckich obiektów sakralnych i opactw Chorographia sacra Brabantiae (Bruksela, 1659).